# 中目信号場
中目信号場（なかのめしんごうじょう）は宮城県白石市にあった日本国有鉄道（国鉄）東北本線の信号場である。

## 構造
越河駅より白石駅方向に約5.1 kmの地点にある。現在の設備は東北本線とは切り離され、東北新幹線の保守基地として使用されている。

## 歴史
- 1918年（大正7年）11月1日：中目信号所として開業（当初は交換型）。
- 1922年（大正11年）4月1日：中目信号場に改称。
- 1963年（昭和38年）9月19日：越河駅と当信号場の間が複線化され複線始終端型になる。
- 1966年（昭和41年）9月28日：当信号場と東白石駅の間が複線化されて廃止。

## 周辺
- 国道4号
- 白石蔵王駅（東北新幹線）
- 館トンネル（50 m） - 東北新幹線では前原トンネル（20 m）、第一葉坂トンネル（48 m）に次いで短い。

## その他
- 1966年（昭和41年）3月16日に最大瞬間風速51m/sが観測された。

## 隣の駅
日本国有鉄道
東北本線
越河駅 - 中目信号場 - 白石駅